# Independientes No Neutrales
Independientes No Neutrales (INN) fue un movimiento político chileno conformado por ciudadanos independientes para las elecciones de convencionales constituyentes de 2021.

## Historia

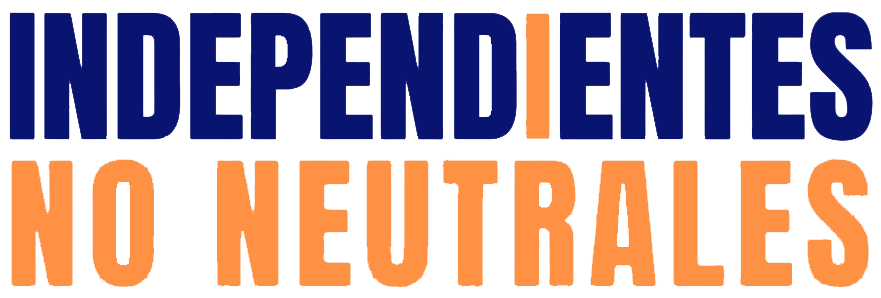
Primer logotipo de INN.

Fue lanzado oficialmente el 25 de agosto de 2020 por un grupo de ciudadanos de la sociedad civil, entre ellos Agustín Squella, Benito Baranda, Andrea Repetto, Rodrigo Jordán, Heinrich von Baer y Eduardo Engel, con la intención de respaldar las opciones «Apruebo» y «Convención Constitucional» en el plebiscito nacional del 25 de octubre del mismo año. Expresaron que «se necesita una nueva Constitución que defina las bases de una institucionalidad actualizada, con un moderno capítulo de derechos fundamentales debidamente garantizados, un equilibrado y transparente régimen político nacional, regional y comunal, un reconocimiento del carácter plurinacional del país, una mayor y efectiva descentralización, y una revisión de su justicia constitucional».
Después del referéndum, empezó a conformar su lista de precandidatos para la Convención Constitucional, liderada por Benito Baranda. Con esto comenzó a reunir firmas necesarias para confirmar su legalidad de cara a esta elección. Entre sus candidatos y candidatas hay más de 30 personas de distintas regiones de Chile, incluyendo a la periodista Patricia Politzer y a la abogada constitucionalista Miriam Henríquez.
Para facilitar la participación de candidatos independientes en las elecciones para la Convención Constitucional, el movimiento ha solicitado que se realicen cambios legales para reducir el número de firmas requeridas para patrocinar a candidatos independientes, facilitar dicho patrocinio mediante firma digital y permitir la conformación de pactos entre independientes. Entre sus gestiones se encuentra la participación en comisiones del Senado donde se discuten dichas reformas legislativas.
El 27 de julio de 2021 el convencional constituyente Miguel Ángel Botto congeló su participación en Independientes No Neutrales, con lo que la agrupación pasó de 11 a 10 integrantes en la Convención Constitucional. El 8 de septiembre Jorge Abarca y Mauricio Daza se incorporaron al grupo de convencionales constituyentes de INN, mientras que el 22 de septiembre realizó lo mismo Helmuth Martínez.

## Candidaturas

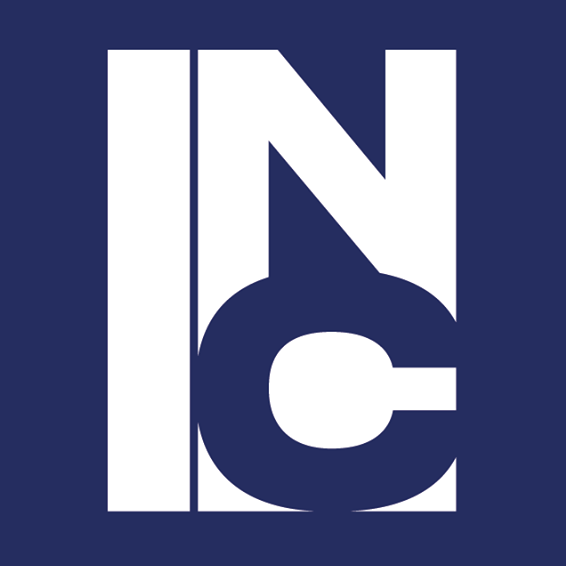
Símbolo utilizado por Independientes No Neutrales para la identificación de sus listas en las papeletas de votación.

La agrupación presentó listas de candidaturas independientes en 21 de los 28 distritos electorales. Las denominaciones utilizadas por las listas de Independientes No Neutrales variaban según cada distrito:
- «Independientes por la Nueva Constitución» (distritos 4, 6, 10, 11, 14, 17, 22, 23, 24 y 25)
- «Independientes por una Nueva Constitución» (distritos 1, 7, 9, 12 y 21)
- «Independientes del Norte Grande por una Nueva Constitución» (distrito 3)
- «Independientes y Movimientos Sociales del Apruebo» (distrito 8)
- «Independientes de Ñuble por la Nueva Constitución» (distrito 19)
- «Independientes del Biobío por una Nueva Constitución» (distrito 20)
- «Independientes Nueva Constitución» (distrito 26)
- «Magallánicos No Neutrales» (distrito 28)

### Convencionales constituyentes electos
| Nombre                      | Denominación de lista                               | Distrito |
| --------------------------- | --------------------------------------------------- | -------- |
| Guillermo Namor Kong        | Independientes por la Nueva Constitución            | 4        |
| Miguel Ángel Botto          | Independientes por la Nueva Constitución            | 6        |
| Patricia Politzer           | Independientes por la Nueva Constitución            | 10       |
| Benito Baranda              | Independientes por una Nueva Constitución           | 12       |
| Juan José Martin Bravo      | Independientes por una Nueva Constitución           | 12       |
| Paulina Valenzuela          | Independientes por la Nueva Constitución            | 14       |
| Carolina Sepúlveda          | Independientes de Ñuble por la Nueva Constitución   | 19       |
| Tammy Pustilnick            | Independientes del Biobío por la Nueva Constitución | 20       |
| Javier Fuchslocher          | Independientes por una Nueva Constitución           | 21       |
| Lorena Céspedes             | Independientes por la Nueva Constitución            | 23       |
| Gaspar Domínguez            | Independientes Nueva Constitución                   | 26       |
| Total                       | Total                                               | 11       |
| Fuente: Servicio Electoral. |                                                     |          |

## Resultados electorales

### Elecciones de convencionales constituyentes
| Elección | Votos   | % de votos      | Escaños |
| -------- | ------- | --------------- | ------- |
| 2021     | 504 145 | \| \| 8,84 % \| | 11/155  |
|          | 8,84 %  |                 |         |